# Copa do Mundo FIFA de 2006
A Copa do Mundo FIFA de 2006(pt-BR) ou Campeonato do Mundo de Futebol da FIFA de 2006(pt-PT?) foi a décima oitava edição deste evento esportivo, tendo como campeã a Itália. Pela segunda vez a Alemanha foi o país-sede (a primeira vez foi no ano de 1974, como Alemanha Ocidental), e o único pré-classificado.
Pela primeira vez na história do campeonato, o campeão do torneio anterior – no caso, o Brasil – precisou disputar as eliminatórias para poder defender o direito de participar no torneio. Trinta e dois países participaram na Copa de 2006, cuja final foi no dia 9 de julho. A decisão de confiar à Alemanha a organização do torneio foi controversa, já que se esperava que o campeonato ocorresse na África do Sul. Os outros países candidatos à organização eram Inglaterra, Marrocos e Brasil. Desde que a escolha foi feita, o órgão que controla mundialmente o esporte, a Federação Internacional de Futebol, afirmou publicamente sua intenção de rotacionar o país sede entre suas confederações integrantes.
A sede para a Copa seguinte foi escolhida logo em seguida: à África do Sul atribuíram-se os jogos da Copa do Mundo FIFA de 2010. Como preparação para a competição, a Federação Internacional de Futebol organizou a Copa das Confederações FIFA de 2005 na Alemanha, torneio ganho pelo Brasil. Pela primeira vez na história da Copa do Mundo, três países lusófonos estiveram presentes (Portugal, Angola e Brasil). E foi a primeira vez, também, que a Confederação de Futebol da América do Norte, Central e Caribe teve quatro representantes (Estados Unidos, México, Costa Rica e Trindade e Tobago), o mesmo número de América do Sul e Ásia.
De acordo com os resultados obtidos nas eliminatórias, os 32 países classificados foram: Alemanha (previamente classificada como país sede), Argentina, Brasil, Paraguai, Equador, México, Estados Unidos da América, Trinidad e Tobago, Costa Rica, Portugal, Espanha, Inglaterra, França, Itália, Suíça, Suécia, República Tcheca, Ucrânia, Sérvia e Montenegro, Países Baixos, Croácia, Polônia, Togo, Gana, Angola, Costa do Marfim, Tunísia, Japão, Arábia Saudita, Irã, Coreia do Sul e Austrália.
A copa contou com grandes jogadores, como Michael Ballack, Miroslav Klose, Bastian Schweinsteiger e Philipp Lahm da Alemanha, Luís Figo, Cristiano Ronaldo e Deco de Portugal, Andriy Shevchenko da Ucrânia, Pavel Nedvěd da República Tcheca, David Beckham, Wayne Rooney, Steven Gerrard, Michael Owen e Frank Lampard da Inglaterra, Juan Román Riquelme, Carlos Tévez, Hernán Crespo e o jovem Lionel Messi da Argentina, Ruud van Nistelrooy, Robin van Persie e Arjen Robben da Holanda, Iker Casillas, Xavi, Raúl e David Villa da Espanha, Ronaldo, Ronaldinho Gaúcho, Kaká, Adriano e Roberto Carlos do Brasil, Zinédine Zidane, Patrick Vieira, Lilian Thuram, Franck Ribéry e Thierry Henry da França, além de Gianluigi Buffon, Francesco Totti, Andrea Pirlo, Alessandro Del Piero e Fabio Cannavaro da Itália.

## Histórico

### Expectativas antes do torneio
A Seleção Brasileira era a grande favorita do torneio, em parte por ter ganhado a Copa do Mundo anterior e a Copa das Confederações FIFA um ano antes. Equipes como a Argentina, a Inglaterra e a Itália também eram consideradas grandes favoritas. Apesar de ter sido a vice-campeã na última Copa e jogar em casa, a Alemanha não era favorita.
Uma pesquisa publicada em 16 de março de 2006 [carece de fontes?] apontava que somente 3% do povo alemão acreditava na vitória. Para essas baixas expectativas germânicas, contou a derrota contra a Seleção da Itália por 4 a 1 no dia 1 de março num amistoso preparatório para o torneio.
O ceticismo da população refletia-se nos próprios jogadores alemães. O capitão e principal jogador da Seleção, Michael Ballack, deu uma entrevista ao seminário esportivo alemão "Sport-Bild" no dia 9 de maio afirmando que a equipe era jovem e inexperiente, e que não seria uma surpresa se fosse eliminada logo na primeira fase.

Diego Maradona declarou, em 4 de abril de 2006, que considerava o Brasil como principal favorito, lugar que não atribuía à Argentina. Nas suas palavras: "Se não for o Brasil, depois vem Inglaterra, Itália e Alemanha".
Pelé, quando interrogado sobre qual seria o favorito na sua opinião, preferiu não dizer, por ter errado de todas as vezes em que se pronunciou sobre a Seleção favorita: em 1994, disse que seria a Colômbia; em 1998, disse que a Espanha era melhor equipe, e o Brasil tinha problemas na defesa; e em 2002, devido a má campanha do Brasil nas eliminatórias, Seleções como Inglaterra, Portugal, Suécia e Argentina eram as preferidas. A menos de um mês do torneio, contudo, Pelé acabou admitindo que não acreditava na vitória da Seleção Brasileira. Para Pelé, os favoritos sempre perdem. O ex-jogador foi muito criticado em seu país por tal declaração. Contudo, ele acabaria acertando suas previsões, já que o Brasil seria eliminado pela França nas quartas-de-final.
Por sua vez, a revista semanal alemã Stern indicou, em uma sondagem realizada pelo instituto Forsa, que entrevistou 1000 alemães, que 17% dos entrevistados não acreditavam que a sua seleção passasse da primeira fase, sendo que o grupo da seleção anfitriã era considerado um grupo "leve". Apesar de tudo, o povo alemão apoiava o técnico Jürgen Klinsmann, pois, de acordo com a mesma sondagem, 66% achavam que ele devia permanecer no cargo mesmo que a equipe perdesse o jogo de preparação contra a seleção dos EUA, em 22 de março, na cidade de Dortmund, uma das sedes da Copa.
Em um inquérito de dezembro de 2004, a revista "Sport Bild" indicou que apenas 10,4% dos alemães acreditavam no título. A mesma sondagem  foi feita em Abril tendo a percentagem diminuído para somente 5%, acreditando 29,1% que a seleção seria eliminada nas oitavas-de-final e 10,8% não acreditando que passasse da primeira fase do torneio. O técnico Klinsmann era bem aceito, com 60% dos entrevistados com uma opinião favorável sobre o seu trabalho.
Já entre os brasileiros, a expectativa era de que a seleção trouxesse o título novamente. Pesquisa divulgada no dia 25 de maio pelo Instituto CNT/Sensus apontou que 79,8% dos brasileiros acreditam no hexacampeonato mundial.
Na Itália, a menos de um mês do torneio explodiu um escândalo de compra de árbitros no futebol italiano. As denúncias acabaram sendo dirigidas ao também técnico da seleção italiana, Marcello Lippi, que teria sido influenciado nas escalações por Luciano Moggi, ex-cartola da Juventus. Moggi estaria obtendo com a escalação de seus jogadores a valorização dos mesmos. Após uma semana de intensas pressões da mídia por sua saída, Lippi foi confirmado na Copa pela Federação Italiana.

## Sedes
Um total de 12 cidades alemãs foram selecionadas para receber a fase final da Copa do Mundo de 2006 dentre um total de 20 candidaturas, tendo sido descartadas, designadamente, as postulações de Bremen, Düsseldorf (a única cidade-sede da edição de 1974 a não ser reaproveitada em 2006), Mönchengladbach, Bochum e Duisburgo.[carece de fontes?] Os estádios começaram a ser preparados pouco tempo depois de selecionadas as cidades que os abrigam. Enquanto alguns foram apenas submetidos a pequenas adaptações, muitos tiveram que ser completamente reformados e outros foram construídos especialmente para o torneio. Cada estádio modernizado necessitou de um investimento entre 48 e 280 milhões de euros; além disso, mais de 1,38 bilhões de euros foram gastos para os novos estádios. Como comparação, para o torneio de 1974, foram gastos 242 milhões de marcos (aproximadamente 121 milhões de euros) para a habilitação de todos os centros esportivos.[carece de fontes?]
A capacidade efetiva de alguns dos estádios na Copa do Mundo, em particular no Westfalenstadion, foi mais baixa que os números citados, já que o regulamento da Bundesliga permite que se mantenham partes onde o público não tem a necessidade de se sentar, enquanto que as regras da Federação Internacional de Futebol não permitem isso, pelo que foram instalados assentos nas áreas com essas características para a Copa do Mundo, reduzindo, assim, um pouco a sua capacidade. Também, durante a Copa do Mundo, muitos dos estádios foram oficialmente conhecidos por nomes diferentes, já que a FIFA proíbe patrocínio no nome dos estádios. Por exemplo, o Allianz Arena foi conhecido durante a competição como "FIFA WM-Stadion München" (Estádio da Copa do Mundo da FIFA Munique), enquanto o Veltins-Arena foi revertido para seu nome original de "Arena AufSchalke". Das doze cidades-sede, apenas duas não pertenciam completamente à antiga Alemanha Ocidental, Leipzig e Berlim, enquanto das oito que também sediaram jogos em 1974, apenas Munique e Gelsenkirchen não utilizaram os mesmos estádios de 32 anos antes.
| Berlim                                                | Dortmund | Munique | Estugarda                                             |
| ----------------------------------------------------- | --- | --- | ----------------------------------------------------- |
| Olympiastadion                                        | Signal Iduna Park (FIFA World Cup Stadium, Dortmund) | Allianz Arena (FIFA World Cup Stadium, Munich) | Gottlieb-Daimler-Stadion                              |
| 52° 30′ 53″ N, 13° 14′ 22″ L                          | 51° 29′ 33,25″ N, 7° 27′ 06,63″ L | 48° 13′ 07,59″ N, 11° 37′ 29,11″ L | 48° 47′ 32,17″ N, 9° 13′ 55,31″ L                     |
| Capacidade: 74.176                                    | Capacidade: 67.000 | Capacidade: 66.016 | Capacidade: 54.267                                    |
|                                                       | | |                                                       |
| Gelsenkirchen                                         | Berlim Dortmund Munique Estugarda Gelsenkirchen Hamburgo Frankfurt am Main Colônia Hanôver Leipzig Kaiserslautern NurembergaCopa do Mundo FIFA de 2006 (Alemanha) | Berlim Dortmund Munique Estugarda Gelsenkirchen Hamburgo Frankfurt am Main Colônia Hanôver Leipzig Kaiserslautern NurembergaCopa do Mundo FIFA de 2006 (Alemanha) | Hamburgo                                              |
| Veltins-Arena (FIFA World Cup Stadium, Gelsenkirchen) | Berlim Dortmund Munique Estugarda Gelsenkirchen Hamburgo Frankfurt am Main Colônia Hanôver Leipzig Kaiserslautern NurembergaCopa do Mundo FIFA de 2006 (Alemanha) | Berlim Dortmund Munique Estugarda Gelsenkirchen Hamburgo Frankfurt am Main Colônia Hanôver Leipzig Kaiserslautern NurembergaCopa do Mundo FIFA de 2006 (Alemanha) | AOL Arena (FIFA World Cup Stadium, Hamburg)           |
| 51° 33′ 16,21″ N, 7° 04′ 03,32″ L                     | Berlim Dortmund Munique Estugarda Gelsenkirchen Hamburgo Frankfurt am Main Colônia Hanôver Leipzig Kaiserslautern NurembergaCopa do Mundo FIFA de 2006 (Alemanha) | Berlim Dortmund Munique Estugarda Gelsenkirchen Hamburgo Frankfurt am Main Colônia Hanôver Leipzig Kaiserslautern NurembergaCopa do Mundo FIFA de 2006 (Alemanha) | 53° 35′ 13,77″ N, 9° 53′ 55,02″ L                     |
| Capacidade: 53.804                                    | Berlim Dortmund Munique Estugarda Gelsenkirchen Hamburgo Frankfurt am Main Colônia Hanôver Leipzig Kaiserslautern NurembergaCopa do Mundo FIFA de 2006 (Alemanha) | Berlim Dortmund Munique Estugarda Gelsenkirchen Hamburgo Frankfurt am Main Colônia Hanôver Leipzig Kaiserslautern NurembergaCopa do Mundo FIFA de 2006 (Alemanha) | Capacidade: 51.055                                    |
|                                                       | Berlim Dortmund Munique Estugarda Gelsenkirchen Hamburgo Frankfurt am Main Colônia Hanôver Leipzig Kaiserslautern NurembergaCopa do Mundo FIFA de 2006 (Alemanha) | Berlim Dortmund Munique Estugarda Gelsenkirchen Hamburgo Frankfurt am Main Colônia Hanôver Leipzig Kaiserslautern NurembergaCopa do Mundo FIFA de 2006 (Alemanha) |                                                       |
| Frankfurt                                             | Berlim Dortmund Munique Estugarda Gelsenkirchen Hamburgo Frankfurt am Main Colônia Hanôver Leipzig Kaiserslautern NurembergaCopa do Mundo FIFA de 2006 (Alemanha) | Berlim Dortmund Munique Estugarda Gelsenkirchen Hamburgo Frankfurt am Main Colônia Hanôver Leipzig Kaiserslautern NurembergaCopa do Mundo FIFA de 2006 (Alemanha) | Colônia                                               |
| Commerzbank-Arena (FIFA World Cup Stadium, Frankfurt) | Berlim Dortmund Munique Estugarda Gelsenkirchen Hamburgo Frankfurt am Main Colônia Hanôver Leipzig Kaiserslautern NurembergaCopa do Mundo FIFA de 2006 (Alemanha) | Berlim Dortmund Munique Estugarda Gelsenkirchen Hamburgo Frankfurt am Main Colônia Hanôver Leipzig Kaiserslautern NurembergaCopa do Mundo FIFA de 2006 (Alemanha) | RheinEnergieStadion (FIFA World Cup Stadium, Cologne) |
| 50° 04′ 06,86″ N, 8° 38′ 43,65″ L                     | Berlim Dortmund Munique Estugarda Gelsenkirchen Hamburgo Frankfurt am Main Colônia Hanôver Leipzig Kaiserslautern NurembergaCopa do Mundo FIFA de 2006 (Alemanha) | Berlim Dortmund Munique Estugarda Gelsenkirchen Hamburgo Frankfurt am Main Colônia Hanôver Leipzig Kaiserslautern NurembergaCopa do Mundo FIFA de 2006 (Alemanha) | 50° 56′ 00,59″ N, 6° 52′ 29,99″ L                     |
| Capacidade: 48.132                                    | Berlim Dortmund Munique Estugarda Gelsenkirchen Hamburgo Frankfurt am Main Colônia Hanôver Leipzig Kaiserslautern NurembergaCopa do Mundo FIFA de 2006 (Alemanha) | Berlim Dortmund Munique Estugarda Gelsenkirchen Hamburgo Frankfurt am Main Colônia Hanôver Leipzig Kaiserslautern NurembergaCopa do Mundo FIFA de 2006 (Alemanha) | Capacidade: 46.134                                    |
|                                                       | Berlim Dortmund Munique Estugarda Gelsenkirchen Hamburgo Frankfurt am Main Colônia Hanôver Leipzig Kaiserslautern NurembergaCopa do Mundo FIFA de 2006 (Alemanha) | Berlim Dortmund Munique Estugarda Gelsenkirchen Hamburgo Frankfurt am Main Colônia Hanôver Leipzig Kaiserslautern NurembergaCopa do Mundo FIFA de 2006 (Alemanha) |                                                       |
| Hanôver                                               | Leipzig | Kaiserslautern | Nuremberga                                            |
| AWD-Arena (FIFA World Cup Stadium, Hannover)          | Zentralstadion | Fritz-Walter-Stadion | EasyCredit-Stadion (Frankenstadion)                   |
| 52° 21′ 36,24″ N, 9° 43′ 52,31″ L                     | 51° 20′ 44,86″ N, 12° 20′ 53,59″ L | 49° 26′ 04,96″ N, 7° 46′ 35,24″ L | 49° 25′ 34″ N, 11° 07′ 33″ L                          |
| Capacidade: 44.652                                    | Capacidade: 44.199 | Capacidade: 43.450 | Capacidade: 41.926                                    |
|                                                       | | |                                                       |

## Países classificados

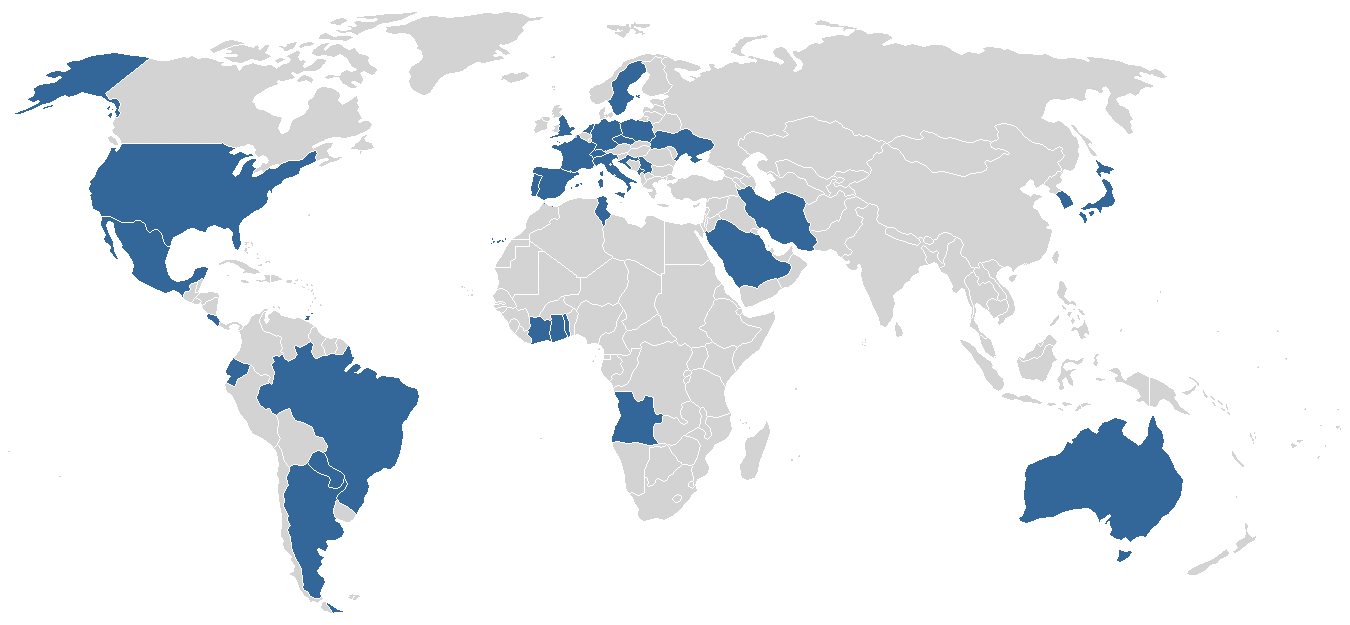
Mapa dos países classificados para o torneio

Após as partidas da rodada de classificação de 16 de novembro de 2005, os seguintes países asseguraram a classificação (mostrados aqui separados por associação regional):

### Europa (União das Associações Europeias de Futebol)
| Seleção             | Aparições em Copas do Mundo | Data em que a classificação foi assegurada |
| ------------------- | --------------------------- | ------------------------------------------ |
| Alemanha            | 15                          | sede                                       |
| Croácia             | 3                           | 8 de Outubro de 2005                       |
| França              | 11                          | 12 de Outubro de 2005                      |
| Países Baixos       | 7                           | 8 de Outubro de 2005                       |
| Inglaterra          | 11                          | 8 de Outubro de 2005                       |
| Itália              | 15                          | 8 de Outubro de 2005                       |
| Polónia             | 6                           | 8 de Outubro de 2005                       |
| Portugal            | 4                           | 8 de Outubro de 2005                       |
| Sérvia e Montenegro | 1[a]                        | 12 de Outubro de 2005                      |
| Suécia              | 10                          | 12 de Outubro de 2005                      |
| Ucrânia             | Estreante[b]                | 3 de Setembro de 2005                      |
| Suíça               | 7                           | 16 de Novembro de 2005                     |
| Espanha             | 11                          | 16 de Novembro de 2005                     |
| Tchéquia            | Estreante[c]                | 16 de Novembro de 2005                     |

a. ^  A República Socialista Federativa da Iugoslávia (1930, 1950, 1954, 1958, 1962, 1974, 1982, 1990 e 1998) se classificou nove vezes para a Copa do Mundo. A partir de 2003, passou a se chamar Sérvia e Montenegro.
b. ^ A Ucrânia foi república integrante da União Soviética, que participou de 7 Copas. 2006 foi a primeira participação da Ucrânia após o desligamento da URSS.

c. ^  A Checoslováquia foi divida em Eslováquia e Chéquia em 1993.

### América do Sul (Confederação Sul-Americana de Futebol)
| Seleção   | Aparições em Copas do Mundo | Data em que a classificação foi assegurada |
| --------- | --------------------------- | ------------------------------------------ |
| Argentina | 13                          | 8 de Junho de 2005                         |
| Brasil    | 18                          | 4 de Setembro de 2005                      |
| Equador   | 2                           | 8 de Outubro de 2005                       |
| Paraguai  | 6                           | 8 de Outubro de 2005                       |

### América Central, do Norte e Caribe (Confederação de Futebol da América do Norte, Central e Caribe)
| Seleção           | Aparições em Copas do Mundo | Data em que a classificação foi assegurada |
| ----------------- | --------------------------- | ------------------------------------------ |
| Estados Unidos    | 7                           | 3 de Setembro de 2005                      |
| México            | 12                          | 7 de Setembro de 2005                      |
| Trinidad e Tobago | Estreante                   | 16 de Novembro de 2005                     |
| Costa Rica        | 3                           | 8 de Outubro de 2005                       |

### Ásia (AFC)
| Seleção        | Aparições em Copas do Mundo | Data em que a classificação foi assegurada |
| -------------- | --------------------------- | ------------------------------------------ |
| Arábia Saudita | 3                           | 8 de Junho de 2005                         |
| Coreia do Sul  | 6                           | 8 de Junho de 2005                         |
| Japão          | 2                           | 8 de Junho de 2005                         |
| Irã            | 2                           | 8 de Junho de 2005                         |

### África (CAF)
| Seleção         | Aparições em Copas do Mundo | Data em que a classificação foi assegurada |
| --------------- | --------------------------- | ------------------------------------------ |
| Angola          | Estreante                   | 8 de Outubro de 2005                       |
| Costa do Marfim | Estreante                   | 8 de Outubro de 2005                       |
| Gana            | Estreante                   | 8 de Outubro de 2005                       |
| Togo            | Estreante                   | 8 de Outubro de 2005                       |
| Tunísia         | 3                           | 8 de Outubro de 2005                       |

### Oceania (Confederação de Futebol da Oceania)
| Seleção   | Aparições em Copas do Mundo | Data em que a classificação foi assegurada |
| --------- | --------------------------- | ------------------------------------------ |
| Austrália | 1                           | 16 de Novembro de 2005                     |

## Sorteio
Foi realizado em 9 de dezembro de 2005, em Leipzig, Alemanha. As 32 seleções classificadas para o estágio final da Copa do Mundo foram divididas em 8 grupos (A, B, C, D, E, F, G e H) de 4 países cada. As seleções do Brasil, Inglaterra, Espanha, México, França, Argentina, Itália e Alemanha foram escolhidas como cabeças de chave de cada um deles.
- A Alemanha, país-sede, como tradicionalmente acontece, esteve no Grupo A e o Brasil, como último campeão, fica no Grupo F, para evitar um possível confronto com a Alemanha antes da final.[29]
- Times do mesmo continente foram distribuídos de modo a não ficarem no mesmo grupo, com exceção feita à Europa, que em alguns grupos possuem duas seleções, já que tiveram mais classificados (14) que qualquer outro continente.
- São 8 os cabeças-de-chave, cada um colocado em grupos separados no sorteio em virtude de todos estarem no Pote A. Os cabeças-de-chave foram escolhidos em 6 de dezembro. À exceção de Alemanha, Espanha e México, escolhidos por critérios técnicos como desempenho nas duas últimas edições, todos os outros já foram campeões mundiais.[29]
- Potes B, C e D são alocados "de tal forma que alcance a melhor distribuição geográfica possível entre os grupos."
- Sérvia e Montenegro, como a seleção europeia de pior colocação no ranking da FIFA, foi colocada em um "pote especial" para prevenir que três países da Zona Europeia ficassem no mesmo grupo.
- Primeiro era sorteada a seleção, logo em seguida seu lugar no grupo.

| Pote A (Cabeças de Chave)                                         | Pote B (CAF/CONMEBOL/OFC)                                           | Pote C (UEFA)                                                        | Pote D (AFC/CONCACAF)                                                              |
| ----------------------------------------------------------------- | ------------------------------------------------------------------- | -------------------------------------------------------------------- | ---------------------------------------------------------------------------------- |
| Argentina Brasil Inglaterra França Alemanha Itália México Espanha | Angola Austrália Costa do Marfim Equador Gana Paraguai Togo Tunísia | Croácia Tchéquia Países Baixos Polónia Portugal Suíça Suécia Ucrânia | Costa Rica Irã Japão Coreia do Sul Arábia Saudita Trinidad e Tobago Estados Unidos |
| Pote Especial                                                     |                                                                     |                                                                      |                                                                                    |
| Sérvia e Montenegro                                               |                                                                     |                                                                      |                                                                                    |

Após os sorteios muitos comentaristas afirmaram que os grupos C e E são os chamados grupos da morte, por terem fortes seleções disputando entre si uma vaga.

## Convocações
Cada seleção nacional convocou 23 jogadores. Cada jogador mantém o mesmo número de camisa durante todos os jogos da Copa. No caso de lesão, a seleção tem o direito da substituição até 24 horas antes do primeiro jogo no torneio.

## Árbitros
| Árbitros                                                      | Assistentes                                   |
| AFC                                                           | AFC                                           |
| ------------------------------------------------------------- | --------------------------------------------- |
| JPN Toru Kamikawa                                             | JPN Yoshikazu Hiroshima KOR Kim Dae-Young     |
| SIN Shamsul Maidin                                            | THA Prachya Permpanich UAE Eisa Ghoulom       |
| KSA Khalil Al Ghamdi •                                        | SYR Hamdi Al Kadri JOR Fathi Rabati           |
| CAF                                                           |                                               |
| BEN Coffi Codjia                                              | BEN Aboudou Aderodjou RWA Célestin Ntagungira |
| EGY Essam Abd El Fatah                                        | MLI Dramane Dante SEN Mamadou N'Doye          |
| RSA Jerome Damon •                                            | RSA Enock Molefe GHA Justice Yeboah           |
| MAR Mohamed Guezzaz •                                         | ALG Brahim Djezzar CMR Jean Marie Endeng Zogo |
| Confederação de Futebol da América do Norte, Central e Caribe |                                               |
| MEX Benito Archundia                                          | MEX José Ramírez CAN Héctor Vergara           |
| MEX Marco Rodríguez                                           | MEX José Luis Camargo COS Leonel Leal         |
| USA Kevin Stott •                                             | USA Chris Strickland USA Gregory Barkey       |
| Confederação de Futebol da Oceania                            |                                               |
| AUS Mark Shield                                               | AUS Nathan Gibson AUS Ben Wilson              |

| Árbitros                                   | Assistentes                                                 |
| Confederação Sul-Americana de Futebol      | Confederação Sul-Americana de Futebol                       |
| ------------------------------------------ | ----------------------------------------------------------- |
| ARG Horacio Elizondo                       | ARG Darío García ARG Rodolfo Otero                          |
| BRA Carlos Simon                           | BRA Aristeu Tavares BRA Ednílson Corona                     |
| COL Óscar Ruiz                             | COL José Navia ECU Fernando Tamayo                          |
| PAR Carlos Amarilla                        | PAR Amelio Andino PAR Manuel Bernal                         |
| URU Jorge Larrionda                        | URU Wálter Rial URU Pablo Fandiño                           |
| CHI Carlos Chandía •                       | CHI Christian Julio CHI Rodrigo Gonzaléz                    |
| União das Associações Europeias de Futebol |                                                             |
| BEL Frank De Bleeckere                     | BEL Peter Hermans BEL Walter Vromans                        |
| ENG Graham Poll                            | ENG Philip Sharp ENG Glenn Turner                           |
| FRA Eric Poulat                            | FRA Lionel Dagome FRA Vincent Texier                        |
| GER Markus Merk                            | GER Jan-Hendrik Salver GER Christian Schraer                |
| ITA Roberto Rosetti                        | ITA Alessandro Stagnelli ITA Cristiano Copelli              |
| RUS Valentin Ivanov                        | RUS Nikolay Gobulev RUS Evgueni Volnin                      |
| SVK Ľuboš Micheľ                           | SVK Roman Slyško SVK Martin Balko                           |
| ESP Luis Medina Cantalejo                  | ESP Victoriano Giraldez Carrasco ESP Pedro Medina Hernández |
| SUI Massimo Busacca                        | SUI Francesco Buragina SUI Matthias Arnet                   |

• Trio reserva

## Fase de grupos
O sistema de disputa na fase de grupos é de todos contra todos dentro de seus grupos em turno único. As duas seleções de melhor desempenho passam para as oitavas-de-final, realocadas segundo chaveamento previamente determinado. A partir dessa fase, as partidas acontecem em eliminatória simples até à final. Os perdedores das semifinais disputam o terceiro lugar no dia anterior ao da final.
|  | Equipes classificadas para as oitavas-de-final |
|  | Equipes eliminadas na primeira fase            |

| Pos | Equipe       | Pts | J | V | E | D | GP | GC | SG | Classificado      |
| --- | ------------ | --- | - | - | - | - | -- | -- | -- | ----------------- |
| 1   | Alemanha (H) | 9   | 3 | 3 | 0 | 0 | 8  | 2  | +6 | Fase eliminatória |
| 2   | Equador      | 6   | 3 | 2 | 0 | 1 | 5  | 3  | +2 | Fase eliminatória |
| 3   | Polónia      | 3   | 3 | 1 | 0 | 2 | 2  | 4  | −2 | Eliminado         |
| 4   | Costa Rica   | 0   | 3 | 0 | 0 | 3 | 3  | 9  | −6 | Eliminado         |

| 9 de junho  |       |            |               |
| Alemanha    | 4 – 2 | Costa Rica | Munique       |
| Polônia     | 0 – 2 | Equador    | Gelsenkirchen |
| 14 de junho |       |            |               |
| Alemanha    | 1 – 0 | Polônia    | Dortmund      |
| 15 de junho |       |            |               |
| Equador     | 3 – 0 | Costa Rica | Hamburgo      |
| 20 de junho |       |            |               |
| Equador     | 0 – 3 | Alemanha   | Berlim        |
| Costa Rica  | 1 – 2 | Polônia    | Hanôver       |

| Pos | Equipe            | Pts | J | V | E | D | GP | GC | SG | Classificado      |
| --- | ----------------- | --- | - | - | - | - | -- | -- | -- | ----------------- |
| 1   | Inglaterra        | 7   | 3 | 2 | 1 | 0 | 5  | 2  | +3 | Fase eliminatória |
| 2   | Suécia            | 5   | 3 | 1 | 2 | 0 | 3  | 2  | +1 | Fase eliminatória |
| 3   | Paraguai          | 3   | 3 | 1 | 0 | 2 | 2  | 2  | 0  | Eliminado         |
| 4   | Trinidad e Tobago | 1   | 3 | 0 | 1 | 2 | 0  | 4  | −4 | Eliminado         |

| 10 de junho       |       |                   |                   |
| Inglaterra        | 1 – 0 | Paraguai          | Frankfurt am Main |
| Trindade e Tobago | 0 – 0 | Suécia            | Dortmund          |
| 15 de junho       |       |                   |                   |
| Inglaterra        | 2 – 0 | Trindade e Tobago | Nuremberga        |
| Suécia            | 1 – 0 | Paraguai          | Berlim            |
| 20 de junho       |       |                   |                   |
| Suécia            | 2 – 2 | Inglaterra        | Colônia           |
| Paraguai          | 2 – 0 | Trindade e Tobago | Kaiserslautern    |

| Pos | Equipe              | Pts | J | V | E | D | GP | GC | SG | Classificado      |
| --- | ------------------- | --- | - | - | - | - | -- | -- | -- | ----------------- |
| 1   | Argentina           | 7   | 3 | 2 | 1 | 0 | 8  | 1  | +7 | Fase eliminatória |
| 2   | Países Baixos       | 7   | 3 | 2 | 1 | 0 | 3  | 1  | +2 | Fase eliminatória |
| 3   | Costa do Marfim     | 3   | 3 | 1 | 0 | 2 | 5  | 6  | −1 | Eliminado         |
| 4   | Sérvia e Montenegro | 0   | 3 | 0 | 0 | 3 | 2  | 10 | −8 | Eliminado         |

| 10 de junho         |       |                     |                   |
| Argentina           | 2 – 1 | Costa do Marfim     | Hamburgo          |
| 11 de junho         |       |                     |                   |
| Sérvia e Montenegro | 0 – 1 | Países Baixos       | Leipzig           |
| 16 de junho         |       |                     |                   |
| Argentina           | 6 – 0 | Sérvia e Montenegro | Gelsenkirchen     |
| Países Baixos       | 2 – 1 | Costa do Marfim     | Estugarda         |
| 21 de junho         |       |                     |                   |
| Países Baixos       | 0 – 0 | Argentina           | Frankfurt am Main |
| Costa do Marfim     | 3 – 2 | Sérvia e Montenegro | Munique           |

| Pos | Equipe   | Pts | J | V | E | D | GP | GC | SG | Classificado      |
| --- | -------- | --- | - | - | - | - | -- | -- | -- | ----------------- |
| 1   | Portugal | 9   | 3 | 3 | 0 | 0 | 5  | 1  | +4 | Fase eliminatória |
| 2   | México   | 4   | 3 | 1 | 1 | 1 | 4  | 3  | +1 | Fase eliminatória |
| 3   | Angola   | 2   | 3 | 0 | 2 | 1 | 1  | 2  | −1 | Eliminado         |
| 4   | Irã      | 1   | 3 | 0 | 1 | 2 | 2  | 6  | −4 | Eliminado         |

| 11 de junho |       |          |                   |
| México      | 3 – 1 | Irã      | Nuremberga        |
| Angola      | 0 – 1 | Portugal | Colônia           |
| 16 de junho |       |          |                   |
| México      | 0 – 0 | Angola   | Hanôver           |
| 17 de junho |       |          |                   |
| Portugal    | 2 – 0 | Irã      | Frankfurt am Main |
| 21 de junho |       |          |                   |
| Portugal    | 2 – 1 | México   | Gelsenkirchen     |
| Irã         | 1 – 1 | Angola   | Leipzig           |

| Pos | Equipe         | Pts | J | V | E | D | GP | GC | SG | Classificado      |
| --- | -------------- | --- | - | - | - | - | -- | -- | -- | ----------------- |
| 1   | Itália         | 7   | 3 | 2 | 1 | 0 | 5  | 1  | +4 | Fase eliminatória |
| 2   | Gana           | 6   | 3 | 2 | 0 | 1 | 4  | 3  | +1 | Fase eliminatória |
| 3   | Tchéquia       | 3   | 3 | 1 | 0 | 2 | 3  | 4  | −1 | Eliminado         |
| 4   | Estados Unidos | 1   | 3 | 0 | 1 | 2 | 2  | 6  | −4 | Eliminado         |

| 12 de junho    |       |                |                |
| Estados Unidos | 0 – 3 | Tchéquia       | Gelsenkirchen  |
| Itália         | 2 – 0 | Gana           | Hanôver        |
| 17 de junho    |       |                |                |
| Tchéquia       | 0 – 2 | Gana           | Colônia        |
| Itália         | 1 – 1 | Estados Unidos | Kaiserslautern |
| 22 de junho    |       |                |                |
| Tchéquia       | 0 – 2 | Itália         | Hamburgo       |
| Gana           | 2 – 1 | Estados Unidos | Nuremberga     |

| Pos | Equipe    | Pts | J | V | E | D | GP | GC | SG | Classificado      |
| --- | --------- | --- | - | - | - | - | -- | -- | -- | ----------------- |
| 1   | Brasil    | 9   | 3 | 3 | 0 | 0 | 7  | 1  | +6 | Fase eliminatória |
| 2   | Austrália | 4   | 3 | 1 | 1 | 1 | 5  | 5  | 0  | Fase eliminatória |
| 3   | Croácia   | 2   | 3 | 0 | 2 | 1 | 2  | 3  | −1 | Eliminado         |
| 4   | Japão     | 1   | 3 | 0 | 1 | 2 | 2  | 7  | −5 | Eliminado         |

| 12 de junho |       |           |                |
| Austrália   | 3 – 1 | Japão     | Kaiserslautern |
| 13 de junho |       |           |                |
| Brasil      | 1 – 0 | Croácia   | Berlim         |
| 18 de junho |       |           |                |
| Japão       | 0 – 0 | Croácia   | Nuremberga     |
| Brasil      | 2 – 0 | Austrália | Munique        |
| 22 de junho |       |           |                |
| Japão       | 1 – 4 | Brasil    | Dortmund       |
| Croácia     | 2 – 2 | Austrália | Estugarda      |

| Pos | Equipe        | Pts | J | V | E | D | GP | GC | SG | Classificado      |
| --- | ------------- | --- | - | - | - | - | -- | -- | -- | ----------------- |
| 1   | Suíça         | 7   | 3 | 2 | 1 | 0 | 4  | 0  | +4 | Fase eliminatória |
| 2   | França        | 5   | 3 | 1 | 2 | 0 | 3  | 1  | +2 | Fase eliminatória |
| 3   | Coreia do Sul | 4   | 3 | 1 | 1 | 1 | 3  | 4  | −1 | Eliminado         |
| 4   | Togo          | 0   | 3 | 0 | 0 | 3 | 1  | 6  | −5 | Eliminado         |

| 13 de junho   |       |               |                   |
| Coreia do Sul | 2 – 1 | Togo          | Frankfurt am Main |
| França        | 0 – 0 | Suíça         | Estugarda         |
| 18 de junho   |       |               |                   |
| França        | 1 – 1 | Coreia do Sul | Leipzig           |
| 19 de junho   |       |               |                   |
| Togo          | 0 – 2 | Suíça         | Dortmund          |
| 23 de junho   |       |               |                   |
| Togo          | 0 – 2 | França        | Colônia           |
| Suíça         | 2 – 0 | Coreia do Sul | Hanôver           |

| Pos | Equipe         | Pts | J | V | E | D | GP | GC | SG | Classificado      |
| --- | -------------- | --- | - | - | - | - | -- | -- | -- | ----------------- |
| 1   | Espanha        | 9   | 3 | 3 | 0 | 0 | 8  | 1  | +7 | Fase eliminatória |
| 2   | Ucrânia        | 6   | 3 | 2 | 0 | 1 | 5  | 4  | +1 | Fase eliminatória |
| 3   | Tunísia        | 1   | 3 | 0 | 1 | 2 | 3  | 6  | −3 | Eliminado         |
| 4   | Arábia Saudita | 1   | 3 | 0 | 1 | 2 | 2  | 7  | −5 | Eliminado         |

| 14 de junho    |       |                |                |
| Espanha        | 4 – 0 | Ucrânia        | Leipzig        |
| Tunísia        | 2 – 2 | Arábia Saudita | Munique        |
| 19 de junho    |       |                |                |
| Arábia Saudita | 0 – 4 | Ucrânia        | Hamburgo       |
| Espanha        | 3 – 1 | Tunísia        | Estugarda      |
| 23 de junho    |       |                |                |
| Arábia Saudita | 0 – 1 | Espanha        | Kaiserslautern |
| Ucrânia        | 1 – 0 | Tunísia        | Berlim         |

## Fase final
|  | Oitavas de final              | Oitavas de final           |                        |       | Quartas de final | Quartas de final |                              |                              | Semifinais | Semifinais |  |  | Final | Final |
|  |                               |                            |                        |       |                  |                  |                              |                              |            |            |  |  |       |       |
|  | 24 de junho - Munique         |                            |                        |       |                  |                  |                              |                              |            |            |  |  |       |       |
|  |                               |                            |                        |       |                  |                  |                              |                              |            |            |  |  |       |       |
|  | Alemanha                      | 2                          |                        |       |                  |                  |                              |                              |            |            |  |  |       |       |
|  | Alemanha                      | 2                          | 30 de junho – Berlim   |       |                  |                  |                              |                              |            |            |  |  |       |       |
|  | Suécia                        | 0                          |                        |       |                  |                  |                              |                              |            |            |  |  |       |       |
|  | Suécia                        | 0                          | Alemanha (pen)         | 1 (4) |                  |                  |                              |                              |            |            |  |  |       |       |
|  | 24 de junho – Leipzig         |                            | Alemanha (pen)         | 1 (4) |                  |                  |                              |                              |            |            |  |  |       |       |
|  |                               | Argentina                  | 1 (2)                  |       |                  |                  |                              |                              |            |            |  |  |       |       |
|  | Argentina                     | Argentina                  | 1 (2)                  | 2     |                  |                  |                              |                              |            |            |  |  |       |       |
|  | Argentina                     |                            | 4 de julho – Dortmund  | 2     |                  |                  |                              |                              |            |            |  |  |       |       |
|  | México                        | 1                          |                        |       |                  |                  |                              |                              |            |            |  |  |       |       |
|  | México                        | 1                          | Alemanha               | 0     |                  |                  |                              |                              |            |            |  |  |       |       |
|  | 26 de junho – Kaiserslautern  |                            | Alemanha               | 0     |                  |                  |                              |                              |            |            |  |  |       |       |
|  |                               | Itália (pro)               | 2                      |       |                  |                  |                              |                              |            |            |  |  |       |       |
|  | Itália                        | Itália (pro)               | 2                      | 1     |                  |                  |                              |                              |            |            |  |  |       |       |
|  | Itália                        | 30 de junho – Hamburgo     |                        | 1     |                  |                  |                              |                              |            |            |  |  |       |       |
|  | Austrália                     | 0                          |                        |       |                  |                  |                              |                              |            |            |  |  |       |       |
|  | Austrália                     | 0                          | Itália                 | 3     |                  |                  |                              |                              |            |            |  |  |       |       |
|  | 26 de junho – Colônia         |                            | Itália                 | 3     |                  |                  |                              |                              |            |            |  |  |       |       |
|  |                               | Ucrânia                    | 0                      |       |                  |                  |                              |                              |            |            |  |  |       |       |
|  | Suíça                         | Ucrânia                    | 0                      | 0 (0) |                  |                  |                              |                              |            |            |  |  |       |       |
|  | Suíça                         |                            | 9 de julho – Berlim    | 0 (0) |                  |                  |                              |                              |            |            |  |  |       |       |
|  | Ucrânia (pen)                 | 0 (3)                      |                        |       |                  |                  |                              |                              |            |            |  |  |       |       |
|  | Ucrânia (pen)                 | 0 (3)                      | Itália (pen)           | 1 (5) |                  |                  |                              |                              |            |            |  |  |       |       |
|  | 25 de junho – Arena Stuttgart |                            | Itália (pen)           | 1 (5) |                  |                  |                              |                              |            |            |  |  |       |       |
|  |                               | França                     | 1 (3)                  |       |                  |                  |                              |                              |            |            |  |  |       |       |
|  | Inglaterra                    | França                     | 1 (3)                  | 1     |                  |                  |                              |                              |            |            |  |  |       |       |
|  | Inglaterra                    | 1 de julho – Gelsenkirchen |                        | 1     |                  |                  |                              |                              |            |            |  |  |       |       |
|  | Equador                       | 0                          |                        |       |                  |                  |                              |                              |            |            |  |  |       |       |
|  | Equador                       | 0                          | Inglaterra             | 0 (1) |                  |                  |                              |                              |            |            |  |  |       |       |
|  | 25 de junho – Nuremberg       |                            | Inglaterra             | 0 (1) |                  |                  |                              |                              |            |            |  |  |       |       |
|  |                               | Portugal (pen)             | 0 (3)                  |       |                  |                  |                              |                              |            |            |  |  |       |       |
|  | Portugal                      | Portugal (pen)             | 0 (3)                  | 1     |                  |                  |                              |                              |            |            |  |  |       |       |
|  | Portugal                      |                            | 5 de julho – Munique   | 1     |                  |                  |                              |                              |            |            |  |  |       |       |
|  | Países Baixos                 | 0                          |                        |       |                  |                  |                              |                              |            |            |  |  |       |       |
|  | Países Baixos                 | 0                          | Portugal               | 0     |                  |                  |                              |                              |            |            |  |  |       |       |
|  | 26 de junho – Dortmund        |                            | Portugal               | 0     |                  |                  |                              |                              |            |            |  |  |       |       |
|  |                               | França                     | 1                      |       | Terceiro lugar   | Terceiro lugar   |                              |                              |            |            |  |  |       |       |
|  | Brasil                        | França                     | 1                      | 3     | Terceiro lugar   | Terceiro lugar   |                              |                              |            |            |  |  |       |       |
|  | Brasil                        | 1 de julho – Frankfurt     | 1 de julho – Frankfurt | 3     |                  |                  | 8 de julho – Arena Stuttgart | 8 de julho – Arena Stuttgart |            |            |  |  |       |       |
|  | Gana                          | 1 de julho – Frankfurt     | 1 de julho – Frankfurt | 0     |                  |                  | 8 de julho – Arena Stuttgart | 8 de julho – Arena Stuttgart |            |            |  |  |       |       |
|  | Gana                          | Brasil                     | 0                      | 0     | Alemanha         | 3                |                              |                              |            |            |  |  |       |       |
|  | 27 de junho – Hannover        | Brasil                     | 0                      |       | Alemanha         | 3                |                              |                              |            |            |  |  |       |       |
|  |                               | França                     | 1                      |       | Portugal         | 1                |                              |                              |            |            |  |  |       |       |
|  | Espanha                       | França                     | 1                      | 1     | Portugal         | 1                |                              |                              |            |            |  |  |       |       |
|  | Espanha                       |                            |                        | 1     |                  |                  |                              |                              |            |            |  |  |       |       |
|  | França                        | 3                          |                        |       |                  |                  |                              |                              |            |            |  |  |       |       |
|  | França                        | 3                          |                        |       |                  |                  |                              |                              |            |            |  |  |       |       |

### Oitavas de final
| 24 de junho | Alemanha         | 2 – 0     | Suécia | FIFA WM Stadion München, Munique                  |
| 17:00       | Podolski 4', 12' | Relatório |        | Público: 66 000 Árbitro: BRA Carlos Eugênio Simon |

| 24 de junho | Argentina                  | 2 – 1 (pro) | México     | Zentralstadion, Leipzig                      |
| 21:00       | Crespo 10' · Rodríguez 98' | Relatório   | Márquez 6' | Público: 43 000 Árbitro: SWI Massimo Busacca |

| 25 de junho | Inglaterra  | 1 – 0     | Equador | Gottlieb-Daimler-Stadion, Estugarda             |
| 17:00       | Beckham 60' | Relatório |         | Público: 52 000 Árbitro: BEL Frank De Bleeckere |

| 25 de junho | Portugal    | 1 – 0     | Países Baixos | Frankenstadion, Nuremberga                   |
| 21:00       | Maniche 23' | Relatório |               | Público: 41 000 Árbitro: RUS Valentin Ivanov |

| 26 de junho | Itália            | 1 – 0     | Austrália | Fritz-Walter-Stadion, Kaiserslautern               |
| 17:00       | Totti 90+5' (pen) | Relatório |           | Público: 46 000 Árbitro: ESP Luis Medina Cantalejo |

| 26 de junho | Suíça | 0 – 0 (pro) | Ucrânia | FIFA WM Stadion Köln, Colônia                         |
| 21:00       |       | Relatório   |         | Público: 45 000 Árbitro: MEX Benito Armando Archundia |

|                           |       | Penalidades                        |  |
| Streller Barnetta Cabanas | 0 – 3 | Shevchenko Milevskiy Rebrov Husyev |  |

| 27 de junho | Brasil                                      | 3 – 0     | Gana | FIFA WM Stadion Dortmund, Dortmund        |
| 17:00       | Ronaldo 5' · Adriano 45+1' · Zé Roberto 84' | Relatório |      | Público: 65 000 Árbitro: SVK Ľuboš Micheľ |

| 27 de junho | Espanha         | 1 – 3     | França                                 | FIFA WM Stadion Hannover, Hanôver            |
| 21:00       | Villa 28' (pen) | Relatório | Ribéry 41' · Vieira 83' · Zidane 90+2' | Público: 43 000 Árbitro: ITA Roberto Rosetti |

### Quartas de final
| 30 de junho     | Alemanha  | 1 – 1 (pro) | Argentina | Olympiastadion, Berlim                    |
| 17:00 Histórico | Klose 80' | Relatório   | Ayala 49' | Público: 72 000 Árbitro: SVK Ľuboš Micheľ |

|                                    |       | Penalidades                    |  |
| Neuville Ballack Podolski Borowski | 4 – 2 | Cruz Ayala Rodríguez Cambiasso |  |

| 30 de junho | Itália                       | 3 – 0     | Ucrânia | FIFA WM Stadion Hamburg, Hamburgo               |
| 21:00       | Zambrotta 6' · Toni 59', 69' | Relatório |         | Público: 50 000 Árbitro: BEL Frank De Bleeckere |

| 1º de julho     | Inglaterra | 0 – 0 (pro) | Portugal | FIFA WM Stadion Gelsenkirchen, Gelsenkirchen  |
| 17:00 Histórico |            | Relatório   |          | Público: 52 000 Árbitro: ARG Horacio Elizondo |

|                                      |       | Penalidades                       |  |
| Lampard Hargreaves Gerrard Carragher | 1 – 3 | Simão Viana Petit Postiga Ronaldo |  |

| 1º de julho | Brasil | 0 – 1     | França    | FIFA WM Stadion Frankfurt, Frankfurt am Main       |
| 21:00       |        | Relatório | Henry 57' | Público: 48 000 Árbitro: ESP Luis Medina Cantalejo |

### Semifinais
| 4 de julho | Alemanha | 0 – 2 (pro) | Itália                         | FIFA WM Stadion Dortmund, Dortmund                    |
| 21:00      |          | Relatório   | Grosso 119' · Del Piero 120+1' | Público: 65 000 Árbitro: MEX Benito Armando Archundia |

| 5 de julho | Portugal | 0 – 1     | França           | FIFA WM Stadion München, Munique             |
| 21:00      |          | Relatório | Zidane 33' (pen) | Público: 66 000 Árbitro: URY Jorge Larrionda |

### Disputa pelo terceiro lugar
| 8 de julho | Alemanha                                   | 3 – 1     | Portugal       | Gottlieb-Daimler-Stadion, Estugarda        |
| 21:00      | Schweinsteiger 56', 78' · Petit 60' (g.c.) | Relatório | Nuno Gomes 88' | Público: 47 000 Árbitro: JPN Toru Kamikawa |

### Final
| 9 de julho | Itália        | 1 – 1             | França          | Olympiastadion, Berlim                        |
| 20:00      | Materazzi 19' | 1–1 0–0 Relatório | Zidane 7' (pen) | Público: 69 000 Árbitro: ARG Horacio Elizondo |

|                                           |       | Penalidades                     |  |
| Pirlo Materazzi De Rossi Del Piero Grosso | 5 – 3 | Wiltord Trezeguet Abidal Sagnol |  |

| Itália | França |

## Estatísticas

### Artilharia
No final da Copa, o artilheiro Miroslav Klose recebeu a "Chuteira de Ouro" Adidas (Golden Shoe Award). O brasileiro Ronaldo havia sido o último vencedor do prêmio na Copa de 2002, com oito gols marcados. Já Just Fontaine é o maior artilheiro de uma única edição do torneio, com 13 gols marcados na Copa do Mundo FIFA de 1958.
5 gols (1)
- GER Miroslav Klose

3 gols (8)
- ARG Hernán Crespo
- ARG Maxi Rodríguez
- BRA Ronaldo
- ESP David Villa
- ESP Fernando Torres
- FRA Thierry Henry
- FRA Zinédine Zidane
- GER Lukas Podolski

2 gols
- AUS Tim Cahill
- BRA Adriano
- GER Bastian Schweinsteiger
- CIV Aruna Dindane
- COS Paulo Wanchope
- ECU Agustín Delgado
- ECU Carlos Tenorio
- FRA Patrick Vieira
- ENG Steven Gerrard
- ITA Luca Toni
- ITA Marco Materazzi
- MEX Omar Bravo
- POL Bartosz Bosacki
- POR Maniche
- CZE Tomáš Rosický
- SUI Alexander Frei
- UKR Andriy Shevchenko

1 gol
- GER Oliver Neuville
- GER Philipp Lahm
- GER Torsten Frings
- ANG Flávio Amado da Silva
- KSA Sami Al-Jaber
- KSA Yasser Al-Qahtani
- ARG Carlos Tévez
- ARG Esteban Cambiasso
- ARG Javier Saviola
- ARG Lionel Messi
- ARG Roberto Ayala
- AUS Craig Moore
- AUS Harry Kewell
- AUS John Aloisi
- BRA Fred
- BRA Gilberto
- BRA Juninho Pernambucano
- BRA Kaká
- BRA Zé Roberto
- KOR Ahn Jung-hwan
- KOR Lee Chun-soo
- KOR Park Ji-sung
- CIV Bakari Koné
- CIV Bonaventure Kalou
- CIV Didier Drogba
- COS Rónald Gómez
- CRO Darijo Srna
- CRO Niko Kovač
- ECU Iván Kaviedes
- ESP Juanito Gutiérrez
- ESP Raúl González Blanco
- ESP Xabi Alonso
- USA Clint Dempsey
- FRA Franck Ribéry
- GHA Asamoah Gyan
- GHA Haminu Dramani
- GHA Stephen Appiah
- GHA Sulley Muntari
- NED Arjen Robben
- NED Robin van Persie
- NED Ruud van Nistelrooy
- ENG David Beckham
- ENG Joe Cole
- ENG Peter Crouch
- IRN Sohrab Bakhtiarizadeh
- IRN Yahya Golmohammadi
- ITA Alberto Gilardino
- ITA Andrea Pirlo
- ITA Filippo Inzaghi
- ITA Francesco Totti
- ITA Gianluca Zambrotta
- ITA Vincenzo Iaquinta
- ITA Fabio Grosso
- ITA Alessandro Del Piero
- JPN Keiji Tamada
- JPN Shunsuke Nakamura
- MEX Francisco Fonseca
- MEX Rafael Márquez
- MEX Zinha
- PAR Nelson Cuevas
- POR Cristiano Ronaldo
- POR Deco
- POR Pauleta
- POR Simão Sabrosa
- POR Nuno Gomes
- CZE Jan Koller
- SCG Nikola Žigić
- SCG Saša Ilić
- SWE Fredrik Ljungberg
- SWE Henrik Larsson
- SWE Marcus Allbäck
- SUI Philippe Senderos
- SUI Tranquillo Barnetta
- TOG Mohamed Kader
- TUN Jaouhar Mnari
- TUN Radhi Jaïdi
- TUN Ziad Jaziri
- UKR Andriy Rusol
- UKR Maksym Kalynychenko
- UKR Serhiy Rebrov

Gols contra
- ITA Cristian Zaccardo (para o Estados Unidos)
- PAR Carlos Gamarra (para a Inglaterra)
- POR Petit (para a Alemanha)
- TRI Brent Sancho (para o Paraguai)

## Classificação final

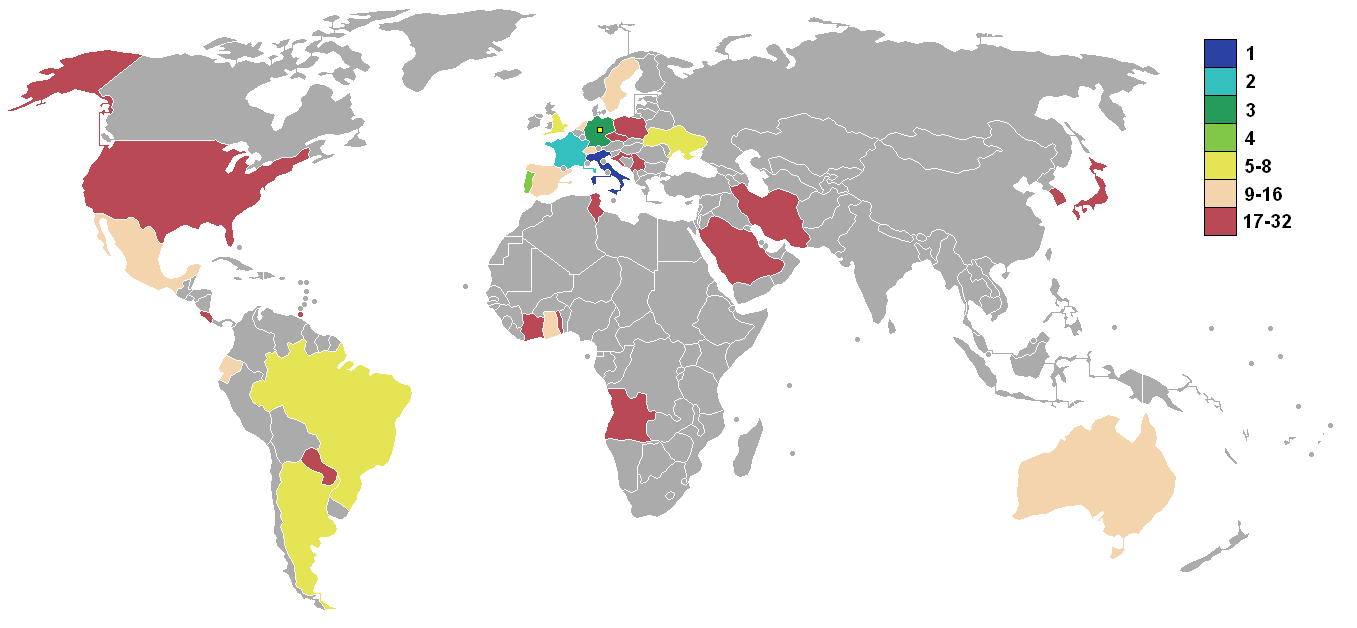

A classificação final das seleções levou em conta a fase em que a seleção chegou e depois a sua pontuação assim como os outros critérios de desempate.
| Pos.                            | Seleção             | Gr | Pts | J | V | E | D | GP | GC | SG  |
| ------------------------------- | ------------------- | -- | --- | - | - | - | - | -- | -- | --- |
| Final                           |                     |    |     |   |   |   |   |    |    |     |
| 1                               | Itália              | E  | 17  | 7 | 5 | 2 | 0 | 12 | 2  | +10 |
| 2                               | França              | G  | 15  | 7 | 4 | 3 | 0 | 9  | 3  | +6  |
| Decisão do 3º e 4º lugares      |                     |    |     |   |   |   |   |    |    |     |
| 3                               | Alemanha            | A  | 16  | 7 | 5 | 1 | 1 | 14 | 6  | +8  |
| 4                               | Portugal            | D  | 13  | 7 | 4 | 1 | 2 | 7  | 5  | +2  |
| Eliminados nas quartas de final |                     |    |     |   |   |   |   |    |    |     |
| 5                               | Brasil              | F  | 12  | 5 | 4 | 0 | 1 | 10 | 2  | +8  |
| 6                               | Argentina           | C  | 11  | 5 | 3 | 2 | 0 | 11 | 3  | +8  |
| 7                               | Inglaterra          | B  | 11  | 5 | 3 | 2 | 0 | 6  | 2  | +4  |
| 8                               | Ucrânia             | H  | 7   | 5 | 2 | 1 | 2 | 5  | 7  | −2  |
| Eliminados nas oitavas de final |                     |    |     |   |   |   |   |    |    |     |
| 9                               | Espanha             | H  | 9   | 4 | 3 | 0 | 1 | 9  | 4  | +5  |
| 10                              | Suíça               | G  | 8   | 4 | 2 | 2 | 0 | 4  | 0  | +4  |
| 11                              | Países Baixos       | C  | 7   | 4 | 2 | 1 | 1 | 3  | 2  | +1  |
| 12                              | Equador             | A  | 6   | 4 | 2 | 0 | 2 | 5  | 4  | +1  |
| 13                              | Gana                | E  | 6   | 4 | 2 | 0 | 2 | 4  | 6  | −2  |
| 14                              | Suécia              | B  | 5   | 4 | 1 | 2 | 1 | 3  | 4  | −1  |
| 15                              | México              | D  | 4   | 4 | 1 | 1 | 2 | 5  | 5  | 0   |
| 16                              | Austrália           | F  | 4   | 4 | 1 | 1 | 2 | 5  | 6  | −1  |
| Eliminados na fase de grupos    |                     |    |     |   |   |   |   |    |    |     |
| 17                              | Coreia do Sul       | G  | 4   | 3 | 1 | 1 | 1 | 3  | 4  | −1  |
| 18                              | Paraguai            | B  | 3   | 3 | 1 | 0 | 2 | 2  | 2  | 0   |
| 19                              | Costa do Marfim     | C  | 3   | 3 | 1 | 0 | 2 | 5  | 6  | −1  |
| 20                              | Tchéquia            | E  | 3   | 3 | 1 | 0 | 2 | 3  | 4  | −1  |
| 21                              | Polónia             | A  | 3   | 3 | 1 | 0 | 2 | 2  | 4  | −2  |
| 22                              | Croácia             | F  | 2   | 3 | 0 | 2 | 1 | 2  | 3  | −1  |
| 23                              | Angola              | D  | 2   | 3 | 0 | 2 | 1 | 1  | 2  | −1  |
| 24                              | Tunísia             | H  | 1   | 3 | 0 | 1 | 2 | 3  | 6  | −3  |
| 25                              | Irã                 | D  | 1   | 3 | 0 | 1 | 2 | 2  | 6  | −4  |
| 26                              | Estados Unidos      | E  | 1   | 3 | 0 | 1 | 2 | 2  | 6  | −4  |
| 27                              | Trinidad e Tobago   | B  | 1   | 3 | 0 | 1 | 2 | 0  | 4  | −4  |
| 28                              | Japão               | F  | 1   | 3 | 0 | 1 | 2 | 2  | 7  | −5  |
| 29                              | Arábia Saudita      | H  | 1   | 3 | 0 | 1 | 2 | 2  | 7  | −5  |
| 30                              | Togo                | G  | 0   | 3 | 0 | 0 | 3 | 1  | 6  | −5  |
| 31                              | Costa Rica          | A  | 0   | 3 | 0 | 0 | 3 | 3  | 9  | −6  |
| 32                              | Sérvia e Montenegro | C  | 0   | 3 | 0 | 0 | 3 | 2  | 10 | −8  |

## Premiações
| Copa do Mundo FIFA de 2006 |
| Itália                     |
| -------------------------- |
| ITÁLIA Campeã (4º título)  |

### Individuais
| Chuteira de Ouro            | Chuteira de Prata    | Chuteira de Bronze    |
| --------------------------- | -------------------- | --------------------- |
| GER Miroslav Klose          | ARG Hernán Crespo    | BRA Ronaldo           |
| Bola de Ouro                | Bola de Prata        | Bola de Bronze        |
| FRA Zinédine Zidane         | ITA Fabio Cannavaro  | ITA Andrea Pirlo      |
| Prêmio Yashin               | Melhor Jogador Jovem | Troféu FIFA Fair Play |
| ITA Gianluigi Buffon        | GER Lukas Podolski   | Brasil Espanha        |
| Time/Equipe mais empolgante |                      |                       |
| Portugal                    |                      |                       |

| Prêmio FIFA "Gol do Torneio":        | Prêmio FIFA "Gol do Torneio":                        | Prêmio FIFA "Gol do Torneio":  |
| 1º lugar                             | 2º lugar                                             | 3º lugar                       |
| ------------------------------------ | ---------------------------------------------------- | ------------------------------ |
| ARG Maxi Rodríguez (contra o México) | ARG Esteban Cambiasso (contra a Sérvia e Montenegro) | ENG Joe Cole (contra a Suécia) |

Fonte:

### Seleção da Copa
| Posição    | Jogador            | Seleção    |
| ---------- | ------------------ | ---------- |
| Goleiros   | Gianluigi Buffon   | Itália     |
| Goleiros   | Jens Lehmann       | Alemanha   |
| Goleiros   | Ricardo            | Portugal   |
| Defensores | Roberto Ayala      | Argentina  |
| Defensores | John Terry         | Inglaterra |
| Defensores | Lilian Thuram      | França     |
| Defensores | Philipp Lahm       | Alemanha   |
| Defensores | Fabio Cannavaro    | Itália     |
| Defensores | Gianluca Zambrotta | Itália     |
| Defensores | Ricardo Carvalho   | Portugal   |
| Meias      | Zé Roberto         | Brasil     |
| Meias      | Patrick Vieira     | França     |
| Meias      | Zinédine Zidane    | França     |
| Meias      | Michael Ballack    | Alemanha   |
| Meias      | Andrea Pirlo       | Itália     |
| Meias      | Gennaro Gattuso    | Itália     |
| Meias      | Francesco Totti    | Itália     |
| Meias      | Luís Figo          | Portugal   |
| Meias      | Maniche            | Portugal   |
| Atacantes  | Hernán Crespo      | Argentina  |
| Atacantes  | Thierry Henry      | França     |
| Atacantes  | Miroslav Klose     | Alemanha   |
| Atacantes  | Luca Toni          | Itália     |

Fonte:

## Publicidade

### Bola

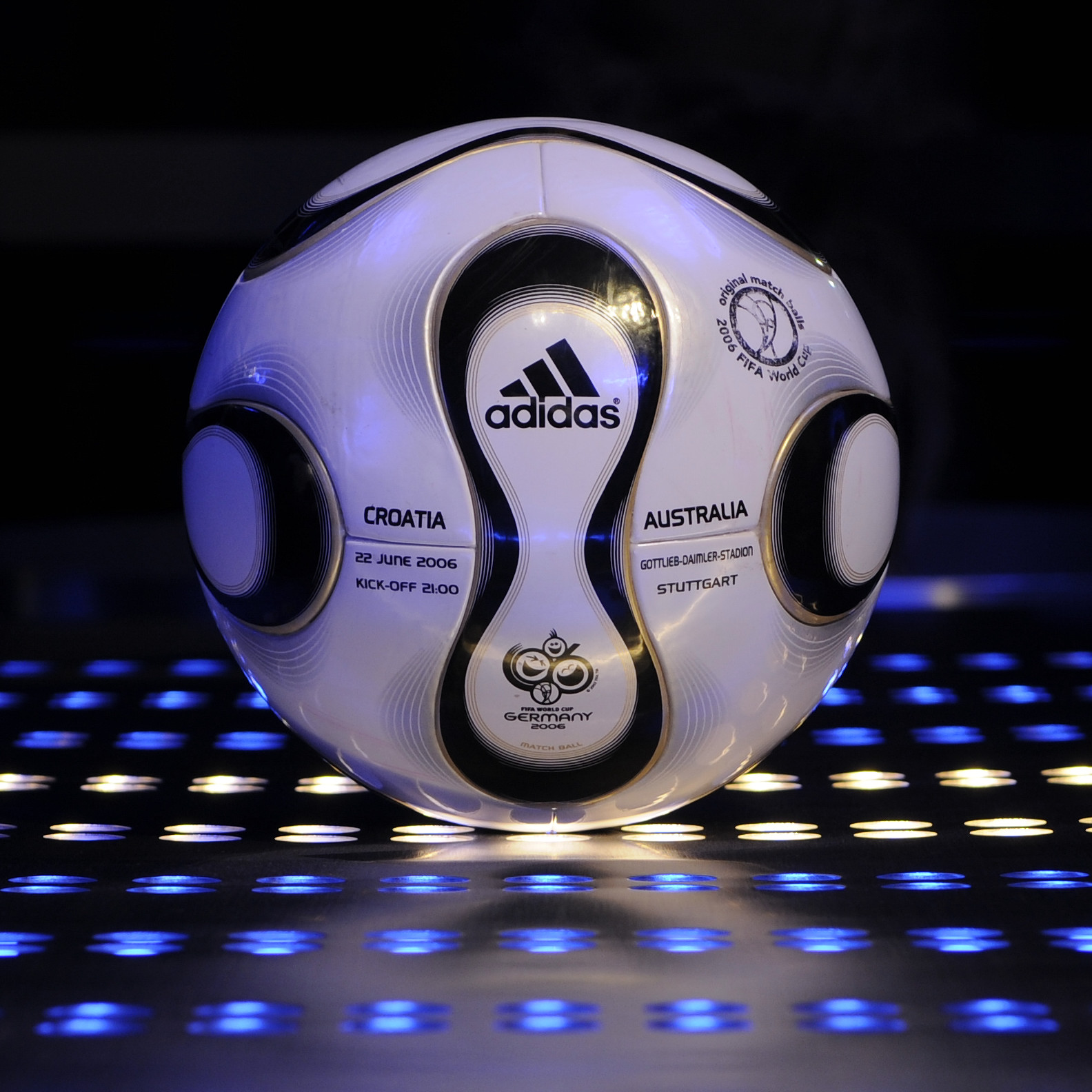
Adidas Teamgeist, a bola oficial da competição

Em 9 de dezembro de 2005, a Adidas apresentou a Teamgeist, bola oficial da Copa do Mundo FIFA. O nome Teamgeist, que em alemão quer dizer "espírito de equipe", foi escolhido em alusão à característica que uma equipe necessita para ganhar o torneio.
A bola tem 14 gomos, uma redução de três em relação às anteriores. Na bola aparecem hélices negras sobre fundo branco, rodeadas por uma linha dourada, uma referência ao troféu de ouro da Copa do Mundo.

## Transmissão televisiva

### Em Angola
Em Angola, todas as 64 partidas foram transmitidas pela TPA.

### Em Portugal
Em Portugal, 14 jogos foram transmitidos em sinal aberto na SIC. A RTP teve os direitos para a transmissão dos resumos alargados no canal RTP1 ao final do dia. O canal premium Sport TV transmitiu todas as 64 partidas.
Nos Açores e na Madeira, como o acesso à SIC em sinal aberto por via hertziana era reduzido, a RTP Madeira e RTP Açores emitiram todos os jogos comprados pela SIC à SportTV.

### No Brasil
Pela segunda vez consecutiva, a TV Globo transmitiu sozinha a Copa do Mundo, obtendo exclusividade na TV aberta.

## Controvérsias

### Crimes e racismo
Alguns grupos internacionais de direitos humanos (como a Amnesty International) expressaram preocupação com o aumento do tráfico de mulheres durante a Copa. De acordo com a Anistia Internacional, 30 000 mulheres e garotas aproximadamente foram levadas à Alemanha com o próposito de prostituição durante o torneio. Tais organizações agiram em conjunto com o comitê organizador para monitorar a prostituição no país e dar apoio as vítimas do tráfico.
Houve também uma grande preocupação no país quanto à segurança devido aos fatos da existência de terroristas e do crescimento de grupos neo-nazistas na Alemanha. Relatório divulgado pelo Ministério do Interior alemão no dia 22 de maio apontava crescimento de 27% da violência da extrema-direita no país em comparação ao ano anterior. Para tentar minimizar os possíveis acidentes, o governo já antes da Copa divulgou para os estrangeiros lugares não aconselháveis a se andar sozinho (a maioria nas cidades do leste da Alemanha, onde a influência nazista é grande). Algumas confederações, como a Africana, divulgaram um mapa de áreas onde os visitantes não devem ir. Uma campanha entre a Federação Internacional de Futebol e o comitê organizador exibiram uma faixa nos doze estádios do torneio antes das 64 partidas com a frase "Say no to racism" (diga não ao racismo).
Em 2008, o jornalista inglês Declan Hill alegou que quatro partidas do mundial foram vendidas para casa de apostas asiáticas. Os jogos seriam Brasil 3 x 0 Gana, Itália 2 x 0 Gana, Inglaterra 1 x 0 Equador e Itália 3 x 0 Ucrânia. O meia Stephen Appiah confirmou que houve, sim, proposta para que os ganenses entregassem um jogo, mas não contra Brasil e Itália, e garantiu que a proposta não foi aceita.